# Dendrologia

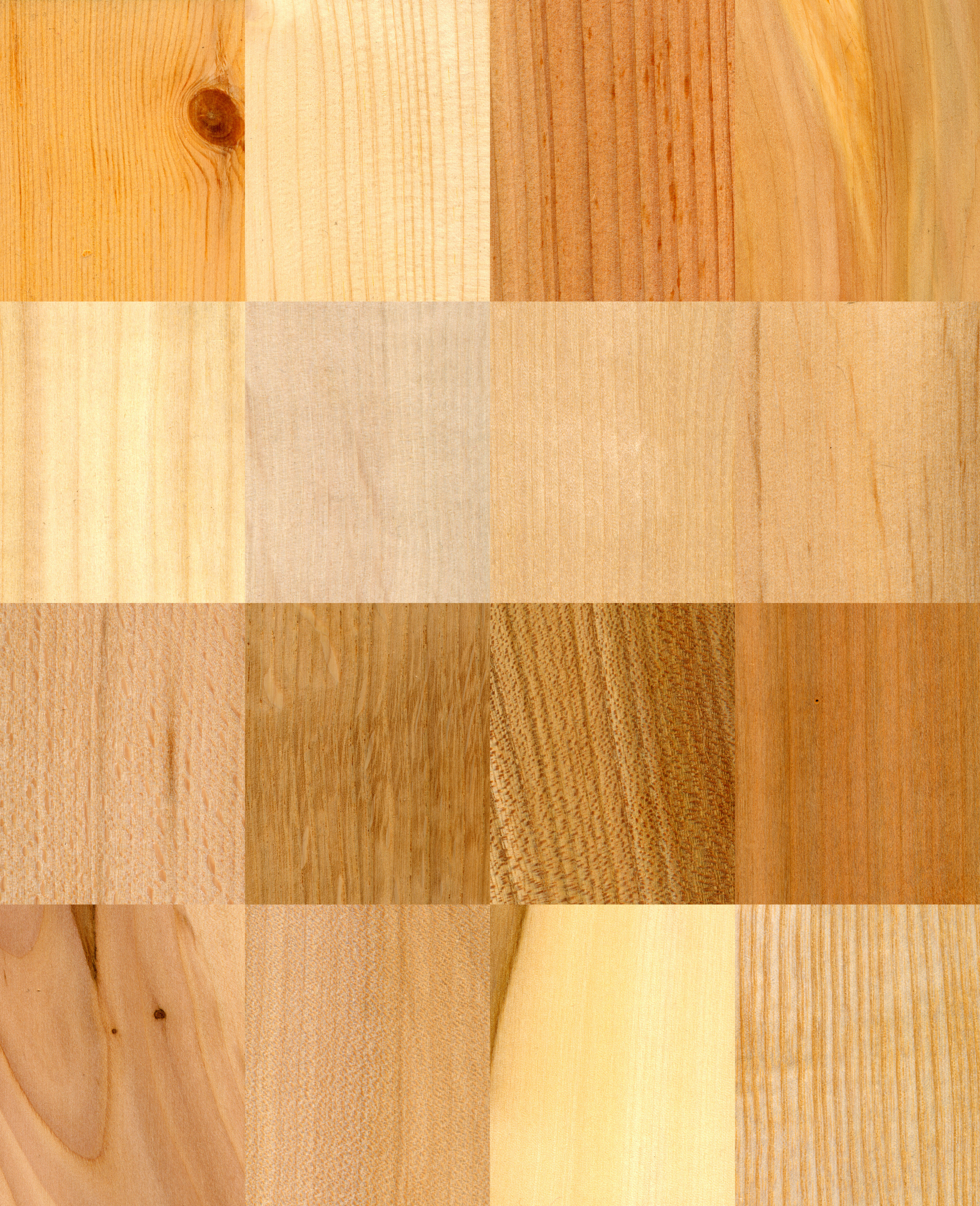
Campioni di diversi tipo di legno

La dendrologia è la scienza che si occupa dello studio delle piante che hanno accrescimento secondario, ossia che producono legno (alberi, arbusti e liane). La parola è di origine greca: τό δένδρον (déndron) significa "albero" e λόγος (lògos) "studio/dottrina/discorso".
I campi d'interesse della dendrologia sono molteplici: dalla botanica forestale e sistematica alla fitogeografia, alla fitosociologia e all'ecologia vegetale. Questa scienza cura inoltre numerosi aspetti della silvicoltura, del giardinaggio e dell'ecologia.